# Жуна
Жуна је назив за неке врсте птица из породице детлића. Оне су видљиво крупније од детлића. У српском језику се три врсте детлића зову жуне:
- Зелена жуна
- Сива жуна
- Црна жуна

У несловенским језицима (енглески, немачки, француски, италијански), жуне и детлићи се зову истим именом. У неким словенским језицима постоје одвојени називи за жуне и детлиће, слични српским називима, међутим, подела се не поклапа у потпуности са српском. Тако се у руском само црна жуна зове жуна (желна, род Dryocopus), док су зелена и сива детлићи (дятел), а у чешком и словачком је обрнуто - зелена и сива жуна су жуне (žluna, žlna, род Picus), а црна је детлић (datel, ďateľ). У словеначком језику детлићи и жуне се зову истим именом (žolna).